# Турецко-абхазские конфликты (1454—1806)
Турецко-абхазские войны (1454—1806) (не общепринятые термины), Турецко-абхазские конфликты — вооружённое многовековое противостояние между князьями Абхазии и султанами Турции за господство в восточном Чёрном море и в Абхазии.

## Ход конфликтов
В 1454 году турки штурмуют Себастополис (Акуа, Цхум), и предают его огню, разоряют крепость. Они здесь продержались примерно до Осени,причиной штурма может послужить то что "князь абхазов и черкесов" Бана Чачба-Шервашидзе не явился к султану в отличие от правителей Мегрелии и Гурии.
В 1462-1463 гг. Абхазское княжество де-факто становится независимым, оно не входит в соседнее Карталинское царство и самостоятельно борется против восточных правителей.
В 1578 году турецкий десант снова, но уже наверняка закрепляется в Сухум-кале, усиливается влияние султана на Абхазию, распростроняется работорговля и тестные экономические, также военные, связи с Турцией, было создано "Сухумское бейлербейство", некоторая часть Абхазии переходит в Ислам и становится зависимой от турецкого государства.
Один из князей Абхазии Карабей Чачба-Шервашидзе принимает Ислам, в то время как Путу Чачба-Шервашидзе занятый борьбой с мегрелами, остается православным. В 1634 турки беспощадно грабят драндский собор.
В то время как абхазы нападают на турецкие суда и одерживают верх на море, султан Селим устраивает морскую блокаду Абхазии. В его указе говорится:
"I. Найти места расположения абхазских пиратов и произвести ужасающие набеги, 2. Запретить всякую торговлю с абхазами".
В 1671 абхазы согласились вступить в союз с правителями Мегрелии против турецких оккупантов, но вместо этого они увели в плен множество мегрел и взяли большое кол-во добычи.
В 1672 абхазы совершают набеги на Гурию и Мегрелию.
В 1703-1714 абхазские силы овладевают всей водной территорией от Трабзона вплоть до Анапы, они осаждают турецкие форта и укрепления в Мегрелии.
Турецкий десант высадился в Абхазии, и в 1733 году разграбил Илорский храм, двинулся на север, но был разбит православными силами абхаз.
Несмотря на то, что князья Абхазии восстовали и постоянно бунтовали против Турции, Абхазия находилась в зависимости от османов, в 1779 Зураб Чачба поднял восстание против турок, но один из его сторонников окозался предателем и восстание было подавлено.
С началом правления Келеш Бея Чачба-Шервашидзе  в 1780-х Абхазия начала фактически становится независимой, он построил большой флот и создал организованную армию, стал главным единым владетелем всея Абхазии, в 1806 собрав отряд из абхаз и адыгов отпугнул большой турецкий десант который хотел утихомирить  его.